# Oliver Huntingdon
Oliver Huntingdon (* 8. April 2000 in Derby) ist ein britischer Schauspieler.

## Leben und Karriere
Huntingdon wurde am 8. April 2000 in Derby geboren. Sein Debüt gab er 2017 in dem Film Just Charlie. Anschließend war er 2019 in The End of the F***ing World zu sehen. 2021 wurde er für die Serie Domina gecastet.
Außerdem spielte Huntingdon 2022 in The Rising mit. 2023 setzte er seine Karriere in Silent Witness fort. Im selben Jahr bekam er eine Rolle in Grantchester. Unter anderem trat er in Sherwood.

## Filmografie
Filme
- 2017: Just Charlie
- 2021: The Colour Room

Serien
- 2019: The End of the F***ing World
- 2021: Domina
- 2022: The Rising
- 2023: Silent Witness
- 2023: Happy Valley – In einer kleinen Stadt
- 2023: Grantchester
- 2024: Sherwood